# 乌兹别克裔土耳其人
烏茲別克族（土耳其語：Türkiye'deki Özbekler）是土耳其的一個突厥裔少數民族，人口約70000人。幾乎居住在土耳其的所有地區和大城市。

## 歷史
現在居住在土耳其的烏茲別克人在不同的時間來到這裡。根據到達時間，它們可以分為幾個移民浪潮：
1. 烏茲別克人，或者更確切地說是他們的祖先，他們在中世紀從河中抵達土耳其。
2. 第一次世界大戰期間奧斯曼帝國崩潰后從現在的沙烏地阿拉伯來到土耳其的烏茲別克人(也包括逃避蘇聯共產革命的中亞烏茲別克人)。
3. 二戰期間被德國人俘虜並在突厥斯坦軍團服役的烏茲別克人。戰爭結束后，他們中的一些人在土耳其避難。
4. 1952年從阿富汗移民到土耳其的烏茲別克人。
5. 在蘇聯入侵阿富汗後被迫離開的烏茲別克人，並在鄰國找到臨時避難所。1982年，根據土耳其共和國重新安置計劃，這些人中有數千人被帶到土耳其。
6. 烏茲別克斯坦獨立後因各種緣由前往土耳其定居的烏茲別克族。

第一波的移民已完全成為土耳其人，其他各時期來到的移民更喜歡自稱烏茲別克族並保留了民族認同。